# Antonin Mercié
Antonin Mercié (Tolosa de Llenguadoc, 30 d'octubre de 1845 - París, 13 de desembre de 1916) fou un escultor i pintor francès.

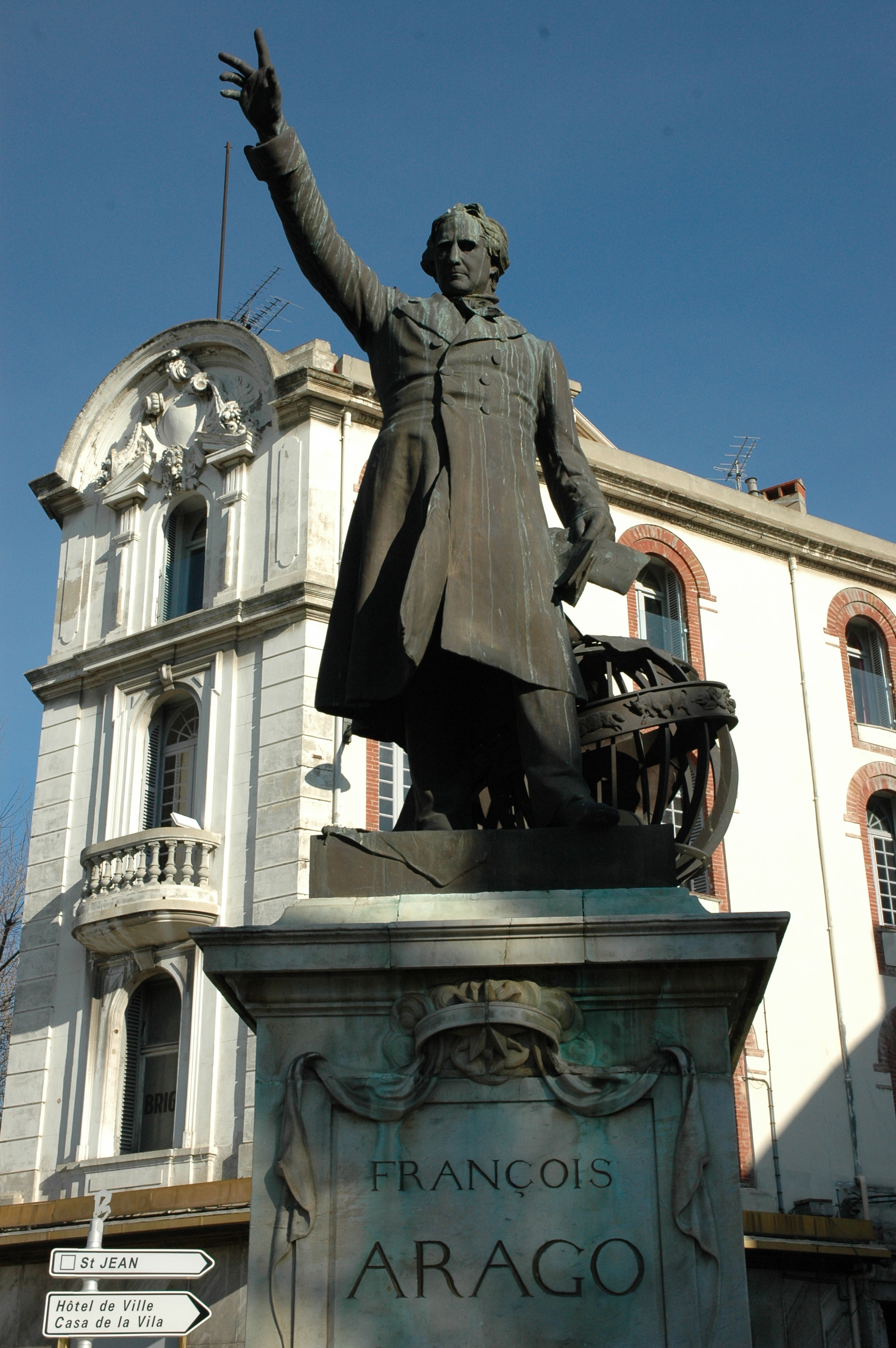
Estàtua de Francesc Aragó a Perpinyà realitzada per Antonin Mercié

Va entrar a l'Escola de Belles Arts de París, sent deixeble d'Alexandre Falguière i de François Jouffroy. El 1868 va obtenir el Premi de Roma. Les seves primeres grans obres són David i Gloria Victis, presentats al Saló de París de 1872 on reben la medalla d'honor.
El bronze David és una de les seves obres més conegudes. L'heroi bíblic es mostra nu, amb el cap de Goliat als seus peus, com el David de Donatello, però porta un turbant i està desant la seva espasa. Aquesta escultura aviat serà exposada al parc Montholon a París. Existeixen nombroses reproduccions, la majoria de les quals incorporen una penyora cobrint la zona genital, encara que no les natges. L'escultura original es troba al Museu d'Orsay.
El geni de les arts (1877) és al Museu del Louvre, en substitució del Napoleó III d'Antoine-Louis Barye. Un treball similar per a la tomba de Jules Michelet (1879) es troba al cementiri del Père-Lachaise. El mateix any, Mercié va esculpir l'estàtua de Francesc Aragó i els baixos relleus associats, visibles actualment a Perpinyà.
El 1882 va repetir l'èxit obtingut el 1874 amb el bronze Gloria Victis amb el grup Quand Même!, del qual hi ha una rèplica a Belfort i una altra al Jardí de les Teuleries. Les dues obres rememoren la guerra francoprussiana de 1870. Le souvenir (1885), una estàtua de marbre per a la tomba de madame Charles Ferry, és una de les seves obres més impecables. Regret, per a la tomba d'Alexandre Cabanel, va ser duta a terme el 1892, igual com Guillem Tell, en l'actualitat en Lausana.
Mercié va realitzar també els monuments a Jean-Louis-Ernest Meissonier (1895), aixecat al jardí de l'Infante al Louvre, i a Louis Faidherbe (1896) a Lilla, una estàtua d'Adolphe Thiers situada en Saint-Germain-en-Laye, el monument a Paul Baudry al cementiri de Père-Lachaise i el de Lluís Felip I de França i la reina Maria Amèlia per a la seva sepultura a la capella reial de Dreux. El seu grup en pedra La justice es troba a l'Ajuntament de París.
Gràcies a moltes altres estàtues, així com busts i medallons, li va ser concedida la medalla d'honor durant l'Exposició Universal de París de 1878 i el grand prix a la de 1889. Entre les pintures exposades per l'artista es troben una Venus amb què va obtenir una medalla al Saló el 1883, Léda (1884), i Miquel Àngel estudiant Anatomia (1885), el seu treball més expressiu en aquest terreny.
El 1891 li va ser assignat el lloc de professor de Disseny i Escultura a l'Escola de Belles Arts i elegit membre de l'Acadèmia francesa, i posteriorment li va ser concedit el grau de gran oficial de l'ordre de la Legió d'Honor i el 1913 es va convertir en president de la societat d'artistes francesos.